# Morti nel 1776
| Questa pagina contiene informazioni ricavate automaticamente dalle voci biografiche con l'ausilio del template Bio e di un bot. L'aggiornamento è periodico e automatico e ricostruisce completamente la pagina. Se manca una persona in questa lista, sei pregato di non aggiungerla, ma accertati piuttosto che la sua voce biografica contenga il template Bio e che i dati anagrafici siano correttamente compilati. Se il template Bio manca, inseriscilo tu stesso o, in alternativa, metti l'avviso {{tmp\|Bio}} che ne segnala la mancanza. Se i dati riportati sono sbagliati, correggi direttamente la voce biografica; le modifiche saranno visibili in questa lista entro pochi giorni. Per chiarimenti vedi il progetto biografie. La lista contiene solo le 100 persone che sono citate nell'enciclopedia e per le quali è stato implementato correttamente il template Bio. Pagina aggiornata al 18 lug 2025. |

## Gennaio(4)
- 5 gennaio - Philipp Ludwig Statius Müller, zoologo tedesco (n. 1725)
- 11 gennaio - Anna Karlovna Skavronskaja, nobildonna russa (n. 1722)
- 14 gennaio - Edward Cornwallis, generale britannico (n. 1713)
- 28 gennaio - William Bouverie, I conte di Radnor, politico inglese (n. 1725)

## Febbraio(2)
- 1º febbraio - Mathieu Criaerd, ebanista francese (n. 1689)
- 22 febbraio - Edward Stanley, XI conte di Derby, nobile e politico inglese (n. 1689)

## Marzo(8)
- 7 marzo - John Lyon-Bowes, IX conte di Strathmore e Kinghorne, nobile britannico (n. 1737)
- 10 marzo - Élie Fréron, giornalista e critico letterario francese (n. 1718)
- 10 marzo - Nicolaus Sahlgren, mercante e filantropo svedese (n. 1701)
- 14 marzo - Giambattista Bortoli, teologo e arcivescovo cattolico italiano (n. 1695)
- 16 marzo - Cristoforo Sizzo de Noris, vescovo cattolico austriaco (n. 1706)
- 19 marzo - Gaetano II Sforza Cesarini, V principe di Genzano, principe e presbitero italiano (n. 1728)
- 23 marzo - Robert James, medico inglese (n. 1703)
- 24 marzo - John Harrison, orologiaio e inventore inglese (n. 1693)

## Aprile(10)
- 3 aprile - Giuseppe Andreoli, pittore italiano (n. 1720)
- 7 aprile - Charles-Pierre Colardeau, poeta, drammaturgo e traduttore francese (n. 1732)
- 15 aprile - Guglielmina d'Assia-Darmstadt, principessa (n. 1755)
- 18 aprile - Johann Joseph von Khevenhüller-Metsch, nobile, politico e diplomatico austriaco (n. 1706)
- 19 aprile - Jacob Emden, rabbino e religioso tedesco (n. 1697)
- 20 aprile - Giuseppe Pasquale Cirillo, giurista, avvocato e letterato italiano (n. 1709)
- 22 aprile - Filippo Finazzi, compositore e cantante castrato italiano (n. 1705)
- 22 aprile - Johann Adolph Scheibe, compositore e musicologo tedesco (n. 1708)
- 24 aprile - Giuseppe Paolucci, francescano e teorico della musica italiano (n. 1726)
- 27 aprile - Simone Buonaccorsi, cardinale italiano (n. 1708)

## Maggio(5)
- 2 maggio - Lorenzo Tiepolo, pittore e incisore italiano (n. 1736)
- 4 maggio - Jacques Saly, scultore francese (n. 1717)
- 7 maggio - Maria Anna Giuseppa di Baviera, principessa tedesca (n. 1734)
- 12 maggio - Joaquín Atanasio Pignatelli de Aragón y Moncayo, diplomatico spagnolo (n. 1724)
- 22 maggio - Jeanne Julie Éléonore de Lespinasse, scrittrice francese (n. 1732)

## Giugno(5)
- 10 giugno - Hsinbyushin, sovrano birmano (n. 1736)
- 11 giugno - Girolamo Vandelli, scienziato italiano (n. 1699)
- 12 giugno - Bartolomeo Felici, compositore e organista italiano (n. 1695)
- 13 giugno - Friedrich von Spörcken, generale tedesco (n. 1698)
- 28 giugno - Thomas Hickey, militare irlandese

## Luglio(6)
- 6 luglio - Ludovico Sabatini d'Anfora, vescovo cattolico italiano (n. 1708)
- 7 luglio - Jeremiah Markland, filologo classico inglese (n. 1693)
- 16 luglio - Francesca Cristina del Palatinato-Sulzbach, badessa (n. 1696)
- 17 luglio - Henrietta Godolphin, nobildonna inglese (n. 1701)
- 24 luglio - Giovanni Antonio Lecchi, gesuita e matematico italiano (n. 1702)
- 29 luglio - Charles François Hutin, pittore, incisore e scultore francese (n. 1715)

## Agosto(6)
- 2 agosto - Luigi Francesco di Borbone-Conti, nobile, diplomatico e generale francese (n. 1717)
- 3 agosto - Peter Jacob Horemans, pittore fiammingo (n. 1700)
- 12 agosto - Benedetto Veterani, cardinale italiano (n. 1703)
- 14 agosto - Charles Cathcart, IX Lord Cathcart, generale e diplomatico scozzese (n. 1721)
- 25 agosto - David Hume, filosofo scozzese (n. 1711)
- 25 agosto - Germain-François Poullain de Saint-Foix, scrittore e drammaturgo francese (n. 1698)

## Settembre(10)
- 1º settembre - Ludwig Christoph Heinrich Hölty, poeta tedesco (n. 1748)
- 1º settembre - Augustin Roux, traduttore e medico francese (n. 1726)
- 5 settembre - Anton de Haen, medico olandese (n. 1704)
- 6 settembre - Giuseppe Callisto Gentili, diplomatico e abate italiano (n. 1703)
- 15 settembre - Pompeo Neri, giurista e politico italiano (n. 1706)
- 16 settembre - Thomas Knowlton, patriota statunitense (n. 1740)
- 22 settembre - Nathan Hale, militare statunitense (n. 1755)
- 22 settembre - Giuseppe Peroni, religioso e pittore italiano (n. 1710)
- 25 settembre - Thomas Burke, vescovo cattolico irlandese (n. 1709)
- 26 settembre - Stephen Fox-Strangways, I conte di Ilchester, nobile e politico inglese (n. 1704)

## Ottobre(5)
- 6 ottobre - Salvatore Monosilio, pittore italiano (n. 1715)
- 11 ottobre - Jan Křtitel Jiří Neruda, compositore e violinista ceco
- 15 ottobre - John Ellis, naturalista, mercante e botanico britannico (n. 1710)
- 26 ottobre - Richard Bland, avvocato e politico britannico (n. 1710)
- 28 ottobre - Sofia di Sassonia-Hildburghausen, principessa (n. 1760)

## Novembre(8)
- 1º novembre - Francisco de Saldanha da Gama, cardinale e patriarca cattolico portoghese (n. 1723)
- 6 novembre - Gaetano I Sessi, nobile italiano
- 8 novembre - Karl Gotthelf von Hund, nobile tedesco (n. 1722)
- 15 novembre - Fernando de Silva y Alvarez de Toledo, XII duca d'Alba, generale e diplomatico spagnolo (n. 1714)
- 17 novembre - Stefano Blascovich, vescovo cattolico dalmata (n. 1689)
- 17 novembre - James Ferguson, astronomo scozzese (n. 1710)
- 22 novembre - Mattia Vento, compositore e clavicembalista italiano (n. 1735)
- 29 novembre - Zanetta Farussi, attrice teatrale italiana (n. 1707)

## Dicembre(5)
- 4 dicembre - Pietro Gradenigo, storico italiano (n. 1695)
- 5 dicembre - Elizabeth Seymour, II baronessa Percy, nobildonna inglese (n. 1716)
- 9 dicembre - Franz Heinrich von Dalberg, nobile e politico tedesco (n. 1716)
- 14 dicembre - Johann Jakob Breitinger, letterato svizzero (n. 1701)
- 27 dicembre - Johann Rall, militare tedesco (n. 1726)

## Senza giorno specificato(26)
- Pygan Adams, orafo statunitense (n. 1712)
- Giuseppe Asclepi, astronomo e matematico italiano (n. 1706)
- Manon Balletti, francese (n. 1740)
- Michelangiolo Bertolotto il Giovane, pittore e restauratore italiano
- Vittorio Maria Bigari, pittore italiano (n. 1692)
- Johann Boumann, architetto olandese (n. 1706)
- George Desmarées, pittore svedese (n. 1697)
- Antonio Dusi, pittore italiano (n. 1726)
- Giovanni Battista Fattori, scultore italiano (n. 1696)
- Ike no Taiga, pittore e calligrafo giapponese (n. 1723)
- Fratelli Lafranchini, svizzero (n. 1695)
- Lebian, nativo americano
- Pierre Abraham Lorillard, imprenditore francese (n. 1742)
- Matteo Lucchesi, ingegnere e architetto italiano (n. 1705)
- Giuseppe Antonio Orelli, pittore svizzero (n. 1706)
- Onofrio Paganini, attore teatrale italiano
- Christian Pedersen Horrebow, astronomo danese (n. 1718)
- Joannes Conradus Melchior Pichler, compositore, violinista e cantante austriaco (n. 1695)
- Gilberto II Pio di Savoia, nobile spagnolo (n. 1717)
- Paolo Posi, architetto italiano (n. 1708)
- Humphrey Primatt, pastore protestante e scrittore britannico (n. 1734)
- Torii Kiyohiro, pittore e incisore giapponese
- Robert Whytt, medico scozzese (n. 1714)
- Yoshimura Shūzan, pittore e scultore giapponese (n. 1700)
- Georges-Claude Goiffon, architetto francese (n. 1712)
- Jacob van der Aa, pittore olandese (n. 1743)